# Digitalism

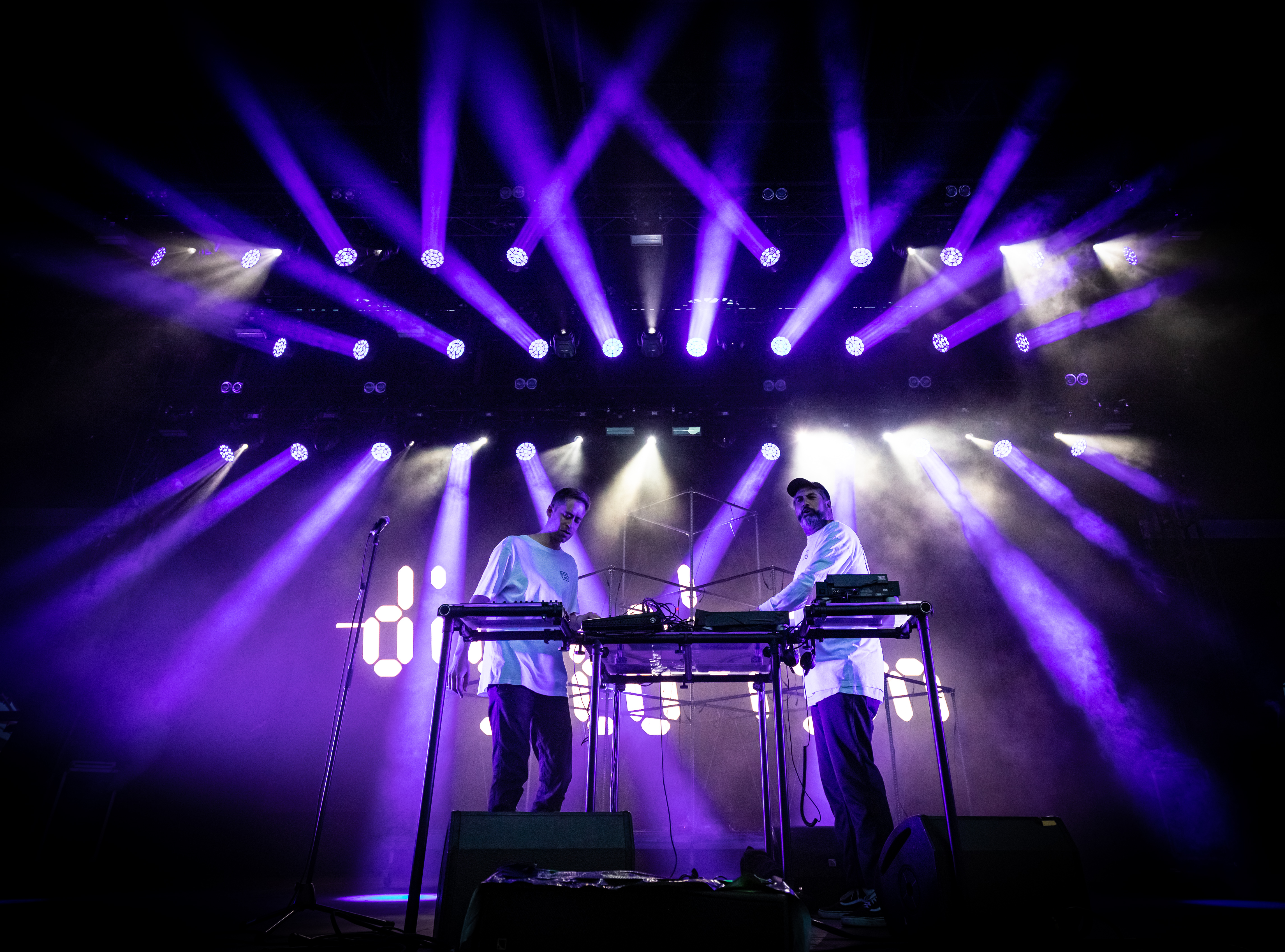
Digitalism live bei Rock am Ring 2022

Digitalism ist ein Electro-House-Duo aus Deutschland, bestehend aus Jens „Jence“ Moelle und İsmail „Isi“ Tüfekçi.

## Geschichte
Die beiden Hamburger machen bereits seit dem Jahr 2000 gemeinsam Musik, Digitalism gründeten sie 2004. Das Debüt-Album Idealism erschien zunächst auf dem französischen Label Kitsuné, wurde aber im Mai 2007 auf dem großen Plattenlabel EMI neu veröffentlicht und fand auch international Beachtung. Seitdem spielen sie auch auf größeren Festivals, z. B. Melt (2007, 2011, 2013 (DJ-Set) und 2016) oder Hurricane Festival (2008, 2011 und 2017) sowie dem Festival „SonneMondSterne“ 2012 in Saalburg. Im Juni 2011 wurde ihr zweites reguläres Album I Love You Dude veröffentlicht. Bekannt wurden sie durch das Lied Idealistic, welches im Soundtrack von Midnight Club: Los Angeles sowie in Saints Row: The Third Verwendung findet. In den Spielen Need for Speed: ProStreet und FIFA 08 ist das Lied Pogo vorhanden. Das Lied Circles ist in FIFA 12 und das Lied „Shangri-La“ in FIFA 17 zu hören.

## Diskografie

### Alben
- 2007: Idealism
- 2008: Hands on Idealism (Remix-Album)
- 2011: I Love You, Dude
- 2012: DJ-Kicks (Compilation)
- 2013: Lift EP
- 2016: Mirage
- 2019: JPEG

### Singles und EPs
- 2004: Idealistic
- 2006: Zdarlight
- 2006: Jupiter Room
- 2007: Pogo
- 2007: The Twelve Inches EP
- 2007: Zdarlight – The Unrealized EP
- 2007: Terrorlight
- 2008: Moshi Moshi EP (Japan Release)
- 2008: Pogo – The Remixes
- 2008: Hands on Idealism EP
- 2010: Blitz EP
- 2011: 2 Hearts
- 2011: Forrest Gump
- 2011: Circles
- 2012: DJ-Kicks Exclusives EP
- 2013: Lift
- 2013: Electric Fist
- 2014: Wolves

### Remixes
Spezielle Namen für Remixe stehen in Klammern, ansonsten heißt die Version einfach Digitalism Remix.
- 2005: Einzeller – Schwarzfahrer
- 2005: Munk – Disco Clown
- 2005: Martin Peter –Psychoville
- 2005: Sono – A New Cage
- 2005: Lisa Stansfield – If I Hadn’t Got You (Digitalism Remix/Digitalism Dub)
- 2005: Tom Vek – Nothing But Green Lights
- 2005: The White Stripes – Seven Nation Army (Digitalism Twist-up Remix)
- 2006: Cajuan –Dance, Not Dance
- 2006: The Cure – Fire in Cairo
- 2006: Cut Copy – Going Nowhere
- 2006: Daft Punk – Technologic (Digitalism’s Highway to Paris Remix)
- 2006: Depeche Mode – Never Let Me Down Again
- 2006: The Futureheads – Skip to the End (Digitalism Remix/Digitalism Re-Rub)
- 2006: Klaxons – Atlantis to Interzone (Digitalism’s Klix Klax R-R-Remix)
- 2006: The Presets – Down Down Down
- 2006: Test Icicles – What’s Your Damage?
- 2006: Tiga – (Far From) Home
- 2007: Dave Gahan – Kingdom
- 2008: Digitalism – Pogo (Digitalism's Robotic Remix)
- 2012: WhoMadeWho – InsideWorld

Der Song Pogo wurde im Video-Spiel Need for Speed – Pro Street in leicht abgeänderter Form veröffentlicht.